# تجاوز و انتقام

«مرگ و دوشیزه»، نمونه‌ای از یک فیلم تجاوز و انتقام

تجاوز و انتقام (انگلیسی: Rape and revenge film) زیرگونه‌ای از فیلم سودجوست که بر پایهٔ تجاوز به شخصیت اصلی و سپس بهبود و انتقام‌گیری او از متجاوز بنا می‌شود. در پاره‌ای موارد کاراکتر اصلی کشته می‌شود و انتقام‌گیری به دست خانواده یا دوستانش انجام می‌گیرد. این فیلم‌ها به‌خصوص در دهه ۱۹۷۰ میلادی بسیار محبوب بودند. 
فیلم‌های تجاوز و انتقام از منظر نقد فمینیستی نیز مورد توجه واقع شده‌اند.